# Pavetta pygmaea
Pavetta pygmaea är en måreväxtart som beskrevs av Cornelis Eliza Bertus Bremekamp. Pavetta pygmaea ingår i släktet Pavetta och familjen måreväxter.
Artens utbredningsområde är Zambia. Inga underarter finns listade i Catalogue of Life.